# Rotbraune Tanzfliege
Die Rotbraune Tanzfliege (Empis stercorea) ist eine Fliege aus der Familie der Tanzfliegen (Empididae).

## Merkmale
Die Rotbraune Tanzfliege ist eine große Art der Gattung Empis. Die Männchen erreichen eine Körperlänge von 5,2 bis 7,5 mm und eine Flügellänge von 6,6 bis 9 mm. Die Weibchen erreichen 6,8 bis 9,2 mm und eine Flügellänge von 7 bis 8,3 mm. Die Flügel sind fast durchsichtig mit dunklen, nahe der Basis gelblichen Flügeladern und deutlich bräunlichem Costalfleck. Der Thorax ist gelb bis rötlich gelb. Auf dem Mesonotum verläuft median eine schmale, schwarze Linie die am Scutellum und Metanotum etwas breiter wird. Das Abdomen ist gelb mit einer deutlichen dunklen, dorsalen medianen Linie. Auf dem Hinterkopf hinter den Ocellen befindet sich ein schwarzer, rhomboidförmiger Fleck. Empis aemula ist seltener, aber sehr ähnlich. Bei dieser Art sind die vorderen Schienbeine etwas dunkler.

## Verbreitung
Die Rotbraune Tanzfliege lässt sich in Europa – mit Ausnahme der Iberischen Halbinsel – finden. Gelegentlich hält sie sich von Mai bis Juli an grasbewachsenen Standorten mesophiler Wälder oder in der Nähe von Hecken auf.

## Biologie
Die Rotbraune Tanzfliege frisst Insekten oder trinkt Nektar z. B. von Doldenblütlern oder auch Knoblauchsrauke (Alliaria petiolata) und Löwenzahn (Taraxacum).

## Taxonomie
Die Art wurde 1761 von Carl von Linné in seinem Werk Fauna Svecica erstbeschrieben.